# Oxyopes crassus
Oxyopes crassus là một loài nhện trong họ Oxyopidae.
Loài này thuộc chi Oxyopes. Oxyopes crassus được miêu tả năm 1995 bởi Joachim Schmidt & Otto Krause.